# 2011 في السويد
فيما يلي قوائم الأحداث التي وقعت خلال عام 2011 في السويد.

## أحداث
- 1 يناير – المخيم الكشفي العالمي الثاني والعشرون

## سياسة

### انتهاء فترة المنصب
- 1 يناير – منى سالين عضو البرلمان السويدي [الإنجليزية]‏،Leader of the Opposition ‏.

## أفلام
من الأفلام التي صدرت هذه السنة في السويد:
- 1 يناير – بيروت بالليل من إخراج دانيال عربيد.
- 1 يناير – سوداوية من إخراج لارس فون ترايير.
- 12 ديسمبر – الفتاة ذات وشم التنين من إخراج ديفيد فينشر.

## موسيقى

### أغاني
من الأغاني التي صدرت هذه السنة في السويد:
- 28 يوليو – ليفلز من غناء أفيتشي.

## وفيات

### أغسطس
- 19 أغسطس – جون هيجلونج (مواليد 1932)[1]